# Рубрибреза
Рубрибреза је насеље у Србији у општини Лајковац у Колубарском округу. Према попису из 2022. било је 733 становника.

## Историја
Након пада Српске деспотовине под османску власт 1459, територија Рубрибрезе нашла се у пограничју између Турске и Угарске. Тек падом Срема и Београда под Турке, 1521. године, Рубрибреза засигурно улази у састав Османског царства.
Први помен села у турско доба је забележен у попису (тефтеру) за хиџретску 934. годину, тј. 1527/1528. годину по садашњем рачунању времена.

Транскрибован на модерни турски, са османске арабице, унос са 198. странице тефтера TD 144 је гласио овако:
Rubi-braze karye, Valyeva nahiye - Село Рубибраза (или Рубибреза), Нахија Ваљево

## Демографија
У насељу Рубрибреза живи 632 пунолетна становника, а просечна старост становништва износи 38,5 година (37,5 код мушкараца и 39,6 код жена). У насељу има 256 домаћинстава, а просечан број чланова по домаћинству је 3,17.
Ово насеље је великим делом насељено Србима (према попису из 2002. године).
|  |

| Демографија | Демографија | Демографија |
| Година      | Становника  | Становника  |
| ----------- | ----------- | ----------- |
| 1948.       | 619         |             |
| 1953.       | 672         |             |
| 1961.       | 699         |             |
| 1971.       | 762         |             |
| 1981.       | 789         |             |
| 1991.       | 824         | 817         |
| 2002.       | 811         | 819         |

| Етнички састав према попису из 2002.‍ | Етнички састав према попису из 2002.‍ | Етнички састав према попису из 2002.‍ | Етнички састав према попису из 2002.‍ | Етнички састав према попису из 2002.‍ |
| ------------------------------------ | ------------------------------------ | ------------------------------------ | ------------------------------------ | ------------------------------------ |
|                                      |                                      |                                      |                                      |                                      |
| Срби                                 | Срби                                 |                                      | 794                                  | 97,90%                               |
| Хрвати                               | Хрвати                               |                                      | 5                                    | 0,61%                                |
| Црногорци                            | Црногорци                            |                                      | 2                                    | 0,24%                                |
| Роми                                 | Роми                                 |                                      | 1                                    | 0,12%                                |
| Македонци                            | Македонци                            |                                      | 1                                    | 0,12%                                |
| Југословени                          | Југословени                          |                                      | 1                                    | 0,12%                                |
| непознато                            | непознато                            |                                      | 3                                    | 0,36%                                |

| Година пописа     | 1948. | 1953. | 1961. | 1971. | 1981. | 1991. | 2002. |
| ----------------- | ----- | ----- | ----- | ----- | ----- | ----- | ----- |
| Број домаћинстава | 123   | 133   | 140   | 187   | 200   | 234   | 256   |

| Број чланова      | 1  | 2  | 3  | 4  | 5  | 6  | 7 | 8 | 9 | 10 и више | Просек |
| ----------------- | -- | -- | -- | -- | -- | -- | - | - | - | --------- | ------ |
| Број домаћинстава | 44 | 58 | 47 | 57 | 28 | 16 | 4 | 1 | 0 | 1         | 3,17   |

| Пол    | Укупно | Неожењен/Неудата | Ожењен/Удата | Удовац/Удовица | Разведен/Разведена | Непознато |
| ------ | ------ | ---------------- | ------------ | -------------- | ------------------ | --------- |
| Мушки  | 329    | 107              | 196          | 12             | 13                 | 1         |
| Женски | 327    | 54               | 195          | 68             | 9                  | 1         |
| УКУПНО | 656    | 161              | 391          | 80             | 22                 | 2         |

| Пол    | Укупно                    | Пољопривреда, лов и шумарство | Рибарство                            | Вађење руде и камена | Прерађивачка индустрија       |
| ------ | ------------------------- | ----------------------------- | ------------------------------------ | -------------------- | ----------------------------- |
| Мушки  | 193                       | 20                            | 0                                    | 56                   | 27                            |
| Женски | 79                        | 11                            | 0                                    | 6                    | 20                            |
| УКУПНО | 272                       | 31                            | 0                                    | 62                   | 47                            |
| Пол    | Производња и снабдевање   | Грађевинарство                | Трговина                             | Хотели и ресторани   | Саобраћај, складиштење и везе |
| Мушки  | 18                        | 3                             | 2                                    | 4                    | 42                            |
| Женски | 0                         | 1                             | 12                                   | 3                    | 7                             |
| УКУПНО | 18                        | 4                             | 14                                   | 7                    | 49                            |
| Пол    | Финансијско посредовање   | Некретнине                    | Државна управа и одбрана             | Образовање           | Здравствени и социјални рад   |
| Мушки  | 0                         | 0                             | 5                                    | 3                    | 0                             |
| Женски | 2                         | 0                             | 3                                    | 5                    | 3                             |
| УКУПНО | 2                         | 0                             | 8                                    | 8                    | 3                             |
| Пол    | Остале услужне активности | Приватна домаћинства          | Екстериторијалне организације и тела | Непознато            | Непознато                     |
| Мушки  | 3                         | 0                             | 0                                    | 10                   | 10                            |
| Женски | 1                         | 0                             | 0                                    | 5                    | 5                             |
| УКУПНО | 4                         | 0                             | 0                                    | 15                   | 15                            |